# Lagarde-Marc-la-Tour
Lagarde-Marc-la-Tour é uma comuna francesa na região administrativa da Nova Aquitânia, no departamento de Corrèze. Estende-se por uma área de 28.14 km². Em 2010 a comuna tinha 998 habitantes (densidade: 35,5 hab./km²).
Foi criada em 1 de janeiro de 2019, a partir da fusão das antigas comunas de Lagarde-Enval (sede da comuna) e Marc-la-Tour.